# Sioni-Kathedrale

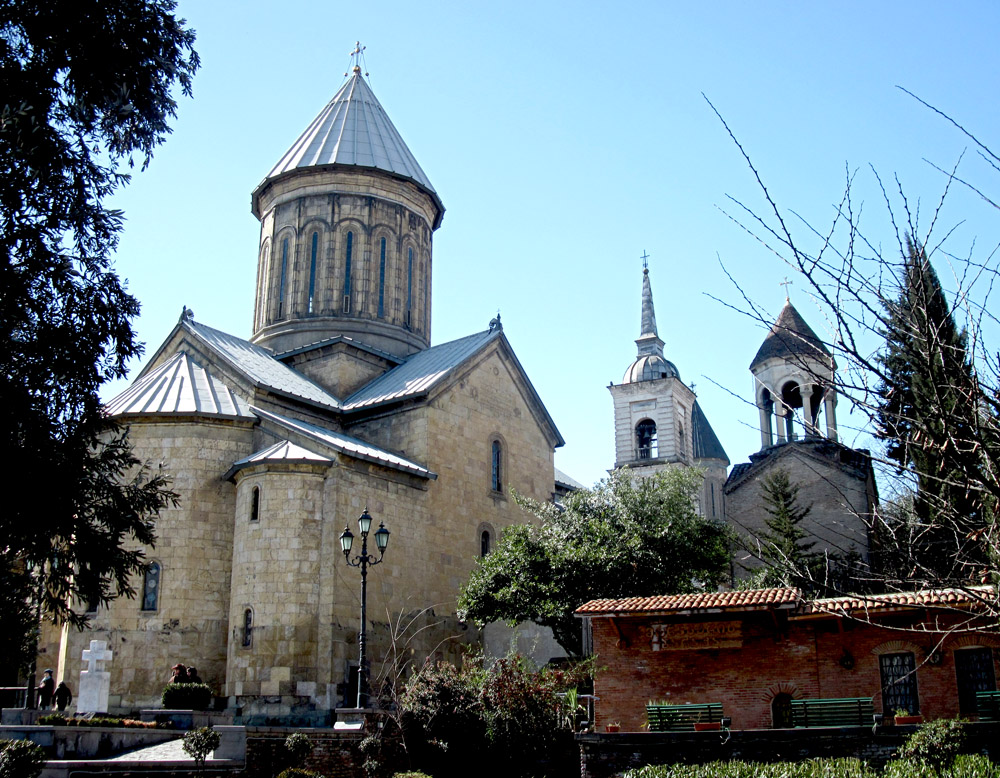
Sioni-Kathedrale in Tiflis, 2011

Die Sioni-Kathedrale (georgisch სიონის ეკლესია) ist ein Kirchengebäude in der georgischen Hauptstadt Tiflis. Sie wurde zwischen 575 und 639 errichtet. Sie gilt als eine der heiligsten Stätten der georgischen Orthodoxie.

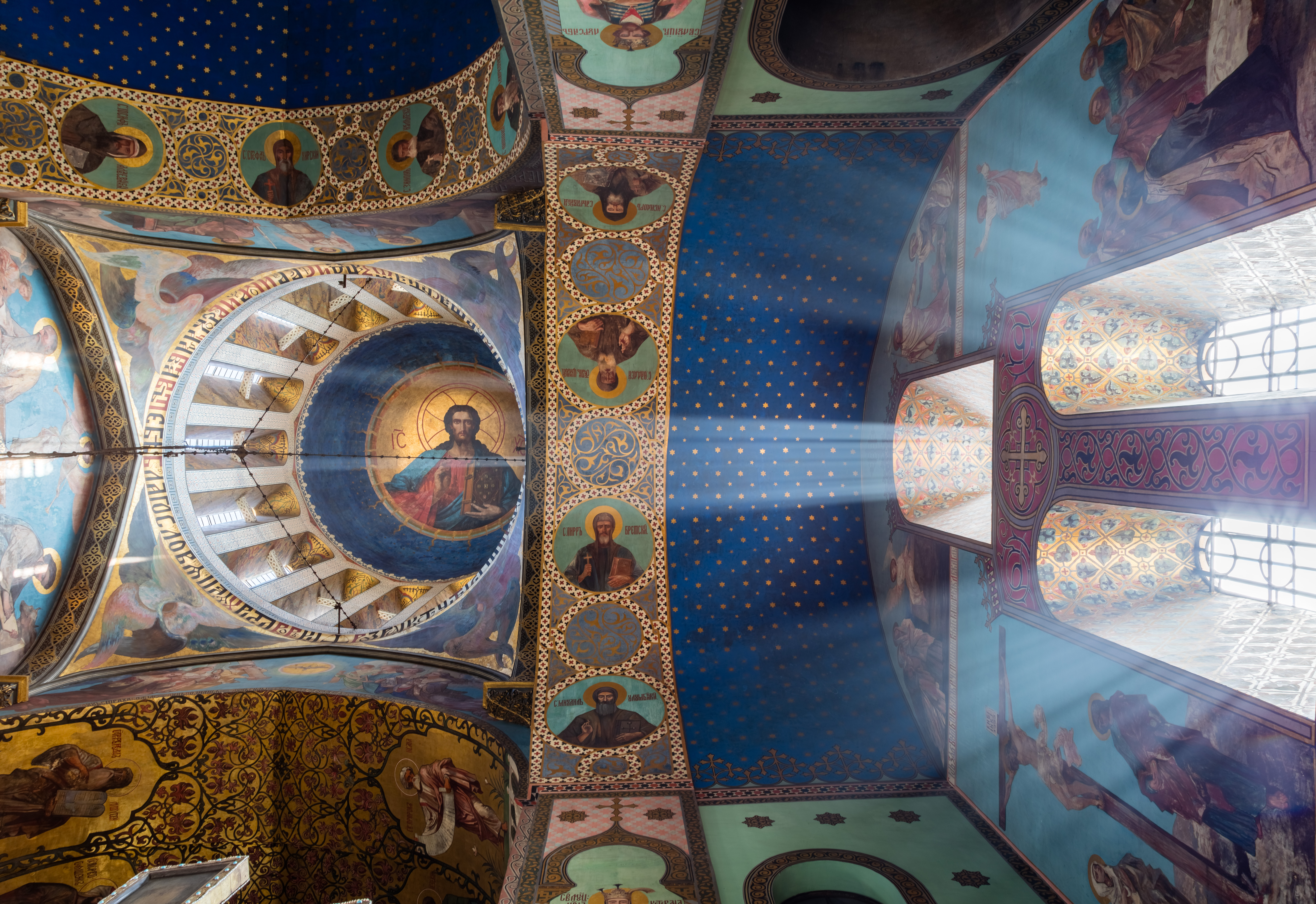
Deckenmalereien im Inneren der Kathedrale

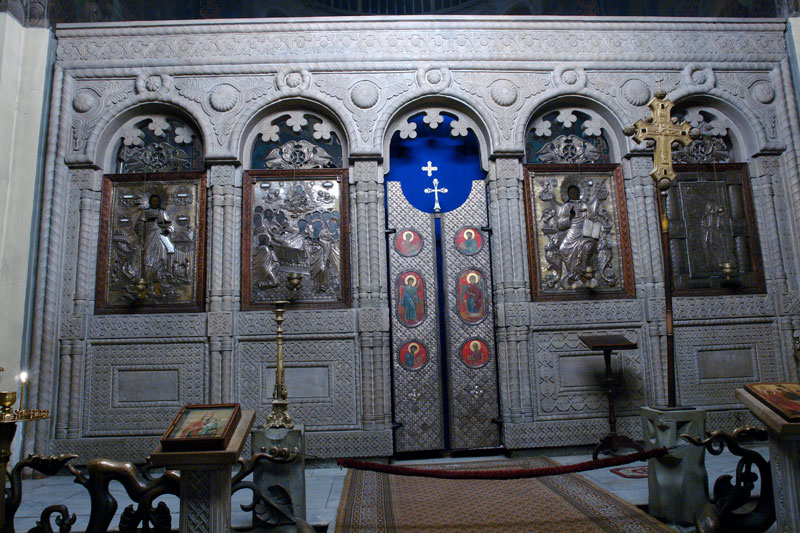
Ikonostase der Kathedrale

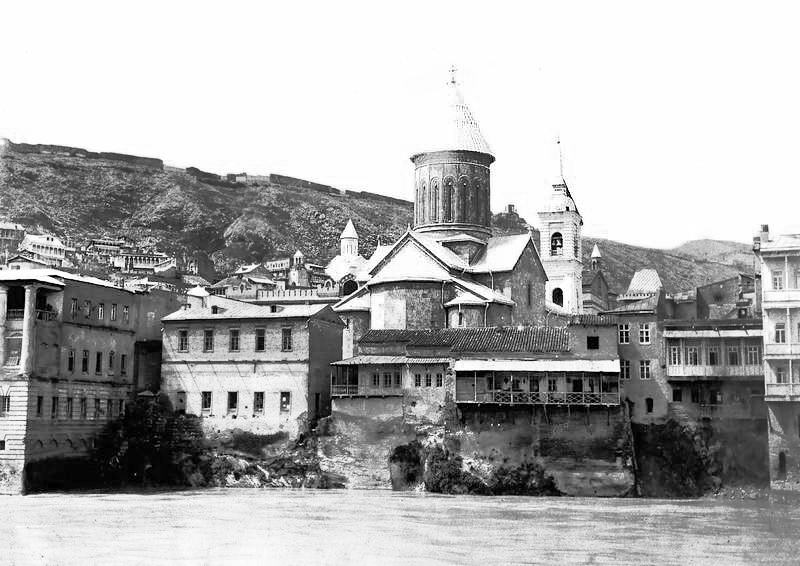
Sioni-Kathedrale um 1890

Bis 2004 war die Kathedrale der Sitz des Patriarchen der Georgischen Orthodoxen Apostelkirche und Erzbischofs von Mzcheta-Tiflis, Ilia II. Sie wurde nach dem Zionsberg in Jerusalem benannt und ist der Jungfrau Maria gewidmet.
Von dem ursprünglichen Kirchengebäude ist nach mehreren Zerstörungen und Rekonstruktionen übererdig nichts mehr erhalten. Der heutige gelbe Tuffsteinbau der Kirche stammt aus dem 17. bis 19. Jahrhundert. Bereits im 12. Jahrhundert hatte die Kirche nach einer Rekonstruktion ihr Aussehen verändert: Der Grundriss – ein eingeschriebenes Kreuz mit zwei freitragenden Pfeilern, einem verlängerten westlichen Kreuzarm und einer vorspringenden Apsis – entspricht seither der Hauptkirche des Gelati-Klosters aus dem 12. Jahrhundert und der Kirche der Jungfrau Maria im Schiomgwime-Kloster.
1425 wurde der Sakralbau um einen freistehenden dreistöckigen Glockenturm ergänzt. Er wurde 1795 zerstört und 1939 wieder aufgebaut. 1812 wurde ein weiterer dreistöckiger Glockenturm in klassisch-russischer Bauweise auf der gegenüberliegenden Straßenseite errichtet.
Seit dem frühen 14. Jahrhundert beherbergt die Kirche verschiedene wertvolle Reliquien: Dazu zählen der Schädel des Apostels Thomas und das Weinrebenkreuz der Heiligen Nino, einer den Aposteln gleichgesetzten jungen Frau, die im frühen 4. Jahrhundert das Christentum nach Georgien brachte. Sie befinden sich in Schreinen, die in der Hauptikonostase der Kirche untergebracht sind. Die Wände zeigen Fresken des russischen Künstlers Grigori Gagarin, der 1850 bis 1860 ältere Fresken übermalte.
Am 12. April 1802 wurde die Kirche zum politischen Schauplatz. Nach der Annexion Georgiens durch Russland zwang der russische General Carl Heinrich von Knorring die dort versammelte georgische Aristokratie und Geistlichkeit mit Waffengewalt zum Eid auf die russische Kaiserkrone. Würdenträger, die widersprachen, wurden an Ort und Stelle von Soldaten inhaftiert.
Es gibt auch im georgischen Bolnissi, in Ateni, an der Georgischen Heerstraße und in Rustawi Sioni-Kirchen. Die in Bolnisi stammt aus dem 5. Jahrhundert, die in Ateni aus dem 11. Jahrhundert, in Rustawi wurde die Sioni-Kirche 2000 bis 2011 neu errichtet.
Seit 2004 ist die neu gebaute Dreifaltigkeitskathedrale in Tiflis Sitz des georgischen Patriarchats.